# Ringling Brothers and Barnum & Bailey Circus

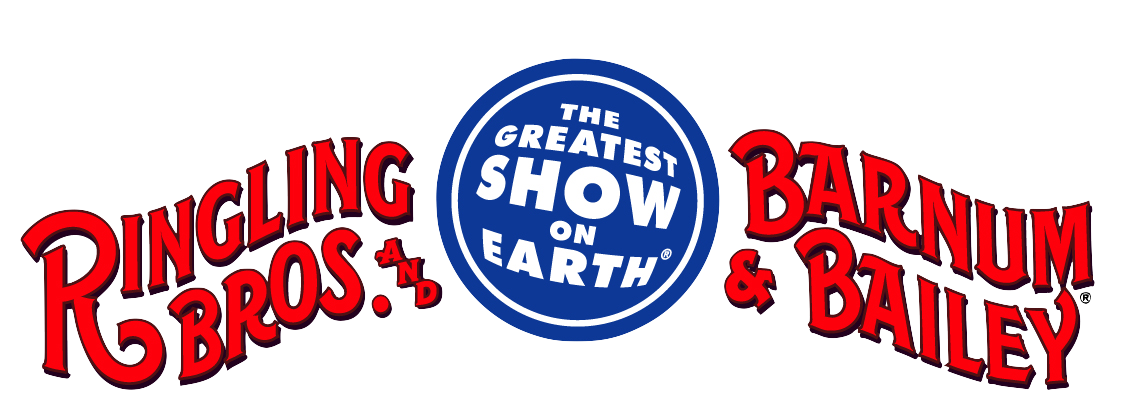
El logo, abans del seu tancament

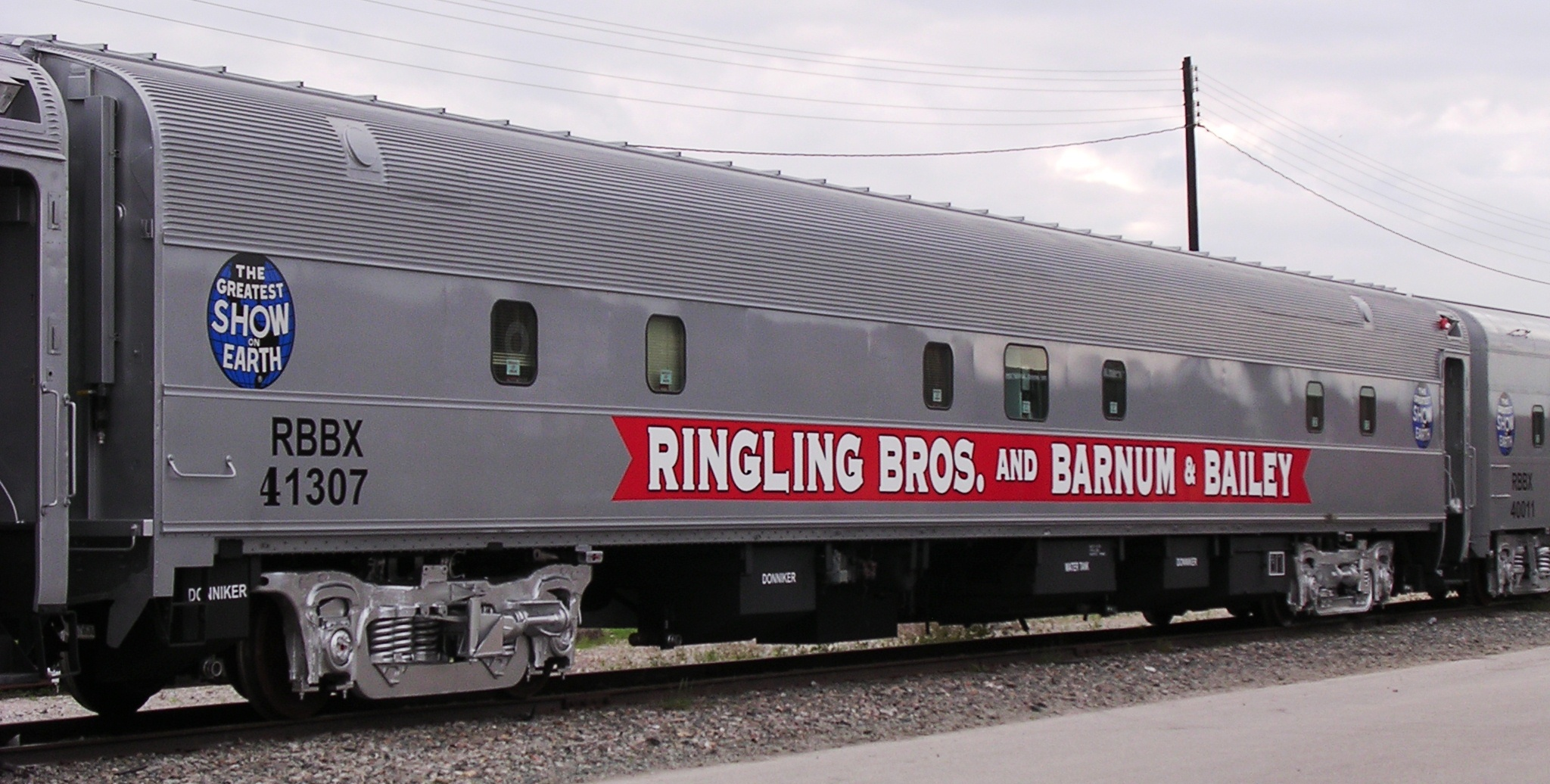
Ringling Bros. and Barnum & Bailey Xpress (RBBX) 41307 després de la seva restauració -- Tampa, Florida.

El Ringling Brothers and Barnum & Bailey Circus fou un circ nord-americà que va ser creat per la fusió del Ringling Brothers Circus i el Barnum & Bailey Circus. Ha estat el més gran i famós de tots els circs nord-americans, presentant-se contínuament des de 1871 fins a la data del seu tancament, el 2017.

## Història

### P. T. Barnum
L'empresari de l'espectacle nord-americà P. T. Barnum (1810-1891), és recordat pels seus entretinguts espectacles tipus fictici i d'espectacle de rareses i per fundar el circ que eventualment es convertiria en el Ringling Brothers and Barnum & Bailey Circus. Barnum va intentar retirar-se del negoci de l'espectacle en 1885, però aviat va haver de tornar a entrar per pagar alguns deutes. En 1871, Dan Castello i William Cameron Coup van convèncer a Barnum per prestar el seu famós nom i suport financer al circ que ja havien creat a Delavan, Wisconsin. Així, va néixer el P.T. Barnum's Great Traveling Museum, Menagerie, Caravan, and Hippodrome, que va ser el veritable inici del continu funcionament de l'encarnació actual del circ. Ell aviat va afegir, The Greatest Show on Earth (L'Espectacle més Gran del Món) com a subtítol del nom del circ.

### James Bailey
James Anthony Bailey va formar equip amb James I. Cooper per crear el Cooper and Bailey Circus en els anys 1860. El circ de Bailey aviat es va convertir en el principal competidor de Barnum. Bailey va ser el primer a exhibir el llum incandescent en 1879, un any abans que Thomas Alva Edison la patentés. També va exhibir a "Little Columbia", el primer bebè elefant a néixer en un circ nord-americà.
Barnum va intentar comprar a l'elefant, però Bailey va rebutjar l'oferta. En lloc de continuar com a competidors, cada home va reconèixer el treball de la companyia d'espectacles de l'altre i van decidir combinar els seus espectacles el 1881. L'espectacle combinat va gaudir de gran èxit, amb actes com l'exhibició de Jumbo, "l'elefant més gran del món" el 1882.
Barnum va morir en 1891. Bailey va comprar el circ a la seva vídua. Va organitzar moltes gires reeixides per l'est dels Estats Units fins a portar el circ a Europa el 27 de desembre de 1897, començant una gira que duraria fins al 1902.
La gira europea de Bailey els va donar l'oportunitat als Ringling Brothers (Germans Ringling) de portar el seu espectacle pel litoral oriental nord-americà. En tornar, Bailey, va haver de fer front a la nova competència, portant l'espectacle a l'oest de les muntanyes Rocoses per primera vegada en 1905. Va morir a l'any següent i el circ va ser venut als Ringling Brothers un any després.

### Els Ringling Brothers
Els humils orígens dels Ringling Brothers es poden remuntar a un petit circ que va començar en 1884, gairebé al mateix temps en què Barnum i Bailey es col·locaven en el cim de la popularitat. Similar a les dotzenes de circs que viatjaven pel proper oest i nord-est per aquelles dates, els Ringling traslladaven el seu circ de ciutat en ciutat a través de petites però cridaneres caravanes de carros de vela amb dibuixos dels animals del circ. El seu circ va créixer ràpidament convertint-se en el més gran en aquelles dates i aviat van poder traslladar el seu circ amb tren, la qual cosa li va permetre convertir-se en l'espectacle mòbil més gran del seu temps.

### Els espectacles combinats
Els Ringling van comprar el Barnum and Bailey Circus el 1907 i van organitzar els circs de manera independent fins a 1919. Fins a aquell moment, Charles Ringling i John Ringling, que eren els últims germans que quedaven dels set que originalment van fundar el circ i van decidir que era molt difícil portar els circs de manera independent. Pel 29 de març de 1919, el Ringling Brothers and Barnum & Bailey Circus va debutar en el Madison Square Garden a Nova York. Els cartells indicaven, "The Ringling Brothers World's Greatest Shows and the Barnum & Bailey Greatest Show on Earth are now combined into one record-breaking giant of all exhibitions" ("El Més Gran Espectacle del Món dels Germans Ringling i El Més Gran Espectacle a la Terra de Barnum i Bailey ara estan combinats en l'únic gegant trenca-marques de totes les exhibicions"). Charles Ringling va morir en 1926.
El circ va ser un èxit espatarrant fins als anys 1920, convertint a John Ringling en un dels homes més rics del món.

### Declivi després dels Ringling Brothers
El circ va patir durant els anys 1930 a causa de la Gran Depressió, però va poder romandre en el negoci. El nebot de John Ringling, John Ringling North, va conduir al circ durant aquestes èpoques difícils durant unes dècades. El President Roosevelt va atorgar al circ una dispensació especial per poder utilitzar les vies ferroviaris el 1942, malgrat les restriccions de viatge, originades com a resultat de la Segona Guerra Mundial.
La prosperitat de la post-guerra va ser gaudida per la resta de la nació, però no va ser compartida pel circ doncs va disminuir el públic assistent i els preus es van incrementar. Finalment, el gust del públic va anar canviant per les influències del cinema i la televisió i el circ va començar a funcionar sota carpes en Pittsburgh, Pennsilvània el 16 de juliol de 1956. Un article de la revista nord-americana Life va dir: a magical era had passed forever (una era màgica ha passat per sempre) i mirava al circ com si ja no hagués de tenir més vida.

### L'incendi del circ en Hartford

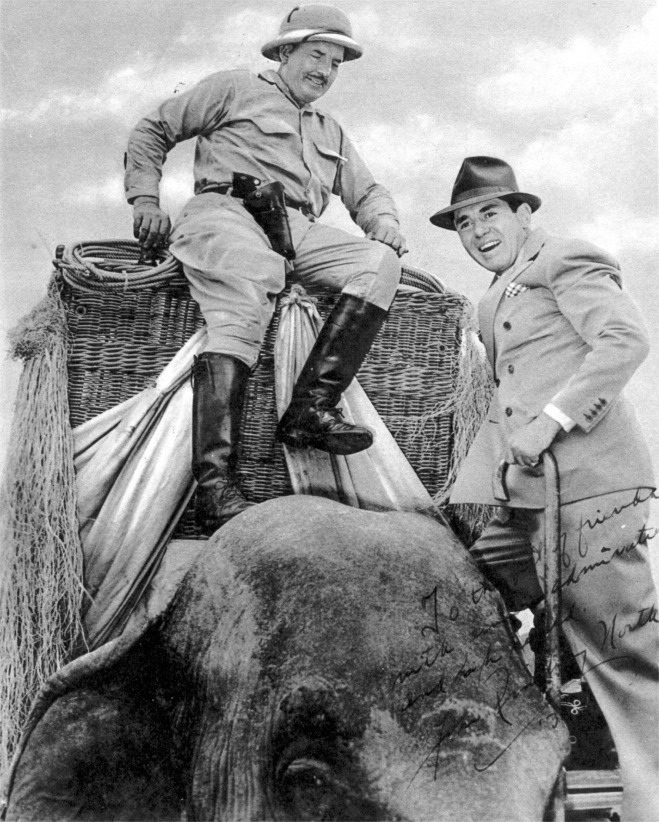
John Ringling North (dreta), i Frank Buck, qui va ser l'atracció destacada del circ el 1938

L'incendi del circ en Hartford (Connecticut), el 6 de juliol de 1944, va ser un dels pitjors desastres per incendis en la història dels Estats Units. L'incendi va ocórrer durant una funció al capvespre del Ringling Brothers and Barnum & Bailey Circus en la qual havien assistit de 7.500 a 8.700 persones aproximadament. Va restar en la memòria del públic la imatge del pallasso Emmett Kelly llançant aigua amb una galleda a la lona incendiada de la carpa, en un inútil esforç per apagar el foc.
Més de 100 persones van morir. La gran ironia de l'incendi va ser que va ocórrer sota la carpa. La gent es va adonar que la seva seguretat depenia, en gran manera, de fugir d'allà o ajupir-se fora de la carpa, sota els flancs de la tenda. Alguns dels morts segueixen sense identificar malgrat les modernes tècniques d'identificació de l'ADN.
Un fet que va sortir a la llum en la recerca sobre la tragèdia va ser que la carpa no era ignífuga. Ringling Brothers havia sol·licitat a l'exèrcit, qui tenia l'absoluta prioritat pel material, la venda del producte per tractar la seva carpa amb més líquid ignífug. L'exèrcit va rebutjar la seva petició. Malgrat això, la gerència del circ va ser acusada de negligència i diversos executius de Ringling van ser empresonats per l'incendi de Hartford.
Moltes demandes van acabar de nou amb The Greatest Show on Earth amb relació a l'incendi. Ringling Brothers va posar els seus interessos a un costat, ja que pels següents deu anys, van pagar completament les demandes i reclamacions.

### Ressorgiment amb la Família Feld
Irvin Feld s'havia fet ja un nom per ell mateix en la producció de gires de bandes de rock and roll amb el seu germà Israel. En 1967, quan John Ringling North i Arthur Concello van traslladar el circ d'un espectacle sota carpes a instal·lacions d'interior, Feld va ser un dels productors emprats per treballar l'avanç per a les dates seleccionades, en la major part de les àrees de Detroit i Filadèlfia. Durant la tardor de 1967, ell, el seu germà Israel Feld, i el jutge Roy Hofheinz de Texas, van comprar en l'acte la companyia de North i els interessos de la família Ringling.
Ell va començar immediatament a realitzar altres canvis per millorar la qualitat i els beneficis de l'espectacle. En 1968, hi havia solament 14 pallassos professionals romanent en els espectacles — i molts d'ells tenien més o menys 50 anys — per aquest motiu, va establir el Ringling Brothers and Barnum & Bailey Clown College.
A l'any següent, va duplicar amb eficàcia l'impacte dels espectacles dividint-ho en dues unitats mòbils, un Red Tour i un Blue Tour.
En 1970, l'únic fill de Feld, Kenneth Feld va reunir a la companyia i es va convertir immediatament en el co-productor dels espectacles. La Família Feld va vendre el circ a la companyia Mattel el 1971, però va conservar el control de la producció. Ho van comprar de nou el 1982. Irvin Feld va morir el 1984 i la companyia va estar dirigida des d'aquell moment per en Kenneth.
En 1996, Feld Entertainment, Inc. va ser creada com la casa matriu del circ, així com Disney on Ice (Disney sobre gel). La companyia també va intervenir en diverses produccions de Broadway i Las Vegas.
Fins al mes de gener d'enguany, el circ viatja en dos trens el Blue Tour i el Red Tour; així com el camió Gold Tour. Cada tren es componia de vagons que s'estenien aproximadament al llarg d'una milla de longitud. El Blue i el Red Tour presenten una produccions de tres quadrilàters de màxim durant dos anys (excepte en el mes de desembre), visitant ciutats importants que s'alternen cada any. Cada tren presenta una "edició" diferent del xou, utilitzant l'esquema que data dels orígens del circ en 1871. El Blue Tour presentava les edicions amb nombres parells i el Red Tour presenta les edicions imparells. El Gold Tour oferia una versió de l'espectacle a escala d'un quadrilàter per a mercats petits.
En 2006, per la 136ª edició, el Blue Tour va començar amb un nou format. Aquest havia estat el principal canvi en més de cinquanta anys, des que el circ va canviar de carpes a pavellons interiors. La nova edició va ser satisfactòria, doncs va comptar amb ressenyes variades. Els tigres ensinistrats, caminants de la corda fluixa, minucioses famílies de trapezistes en l'aire i els tres quadrilàters havien estat substituïts per una sola graderia. La funció principal s'executava actualment per mitjà d'una "família" nord-americana per atreure a l'audiència, en la vida real, eren actors. Per al final de l'espectacle, la mare era una atractiva trapecista, el pare un mestre de cerimònies, la filla adolescent una ballarina circense i el fill adolescent un malabarista. The Blue Tour era el més nou. El Red i el Gold Tours van aconseguir el disseny del seu nou format a l'any proper.

## Cura i conservació dels animals
A partir de 1995 el Govern dels Estats Units; i des del 2000 grups proteccionistes, com l'American Society for the Prevention of Cruelty to Animals o ASPCA, la People for the Ethical Treatment of Animals o PETA, van fixar/se en les condicions dels animals del circ.
En 1995, el circ va obrir el Center for Elephant Conservation a Florida per a la criança, recerca i retir del ramat de l'elefant asiàtic.
Tots els gossos dels espectacles van ser rescatats del refugi d'animals.
El circ participà en la creació de programes per a les espècies en perill que són utilitzades en els espectacles, incloent al tigre de Bengala i l'elefant. La població de tigres fou retirada al Big Cat Rescue.

## Tancament després de 146 anys d'activitat
Després de 146 anys, el 14 de gener de 2017, el circ Ringling Bros. and Barnum & Bailey va anunciar el seu tancament definitiu que serà efectiu al maig del mateix any.
El director de la companyia va explicar que el tancament del circ més antic del món es va deure a múltiples factors. La disminució de la venda d'entrades, l'augment dels costos de l'espectacle, i les perllongades batalles amb grups protectors d'animals van contribuir a prendre la decisió.

## Noms
El circ ha estat sota diversos noms mentre nous inversors s'associaven: 
- P. T. Barnum's Grand Traveling Museum, Menagerie, Caravan & Hippodrome; P. T. Barnum, William Cameron Coup i Dan Castello, propietaris (1871).
- P. T. Barnum's Grand Traveling World's Fair; The Greatest Shows On Earth; P. T. Barnum, William Cameron Coup, Dan Castello i S. H. Hurd, propietaris.
- P. T. Barnum's Great Roman Hippodrome; P. T. Barnum, William Cameron Coup, Dan Castello i S. H. Hurd, propietaris.
- P. T. Barnum's Greatest Show On Earth; P. T. Barnum, John J. Nathans, George F. Bailey Lewis June, propietaris (i Avery Smith solament per a part de 1876).
- Barnum & Bailey Circus; James Anthony Bailey (1891).
- Ringling Brothers and Barnum & Bailey Circus (1919).

## Línia del temps
- 1871: P. T. Barnum's Grand Traveling Museum, Menagerie, Caravan & Hippodrome és creat amb William Cameron Coup.
- pels volts de 1875: James Anthony Bailey comença el seu circ.
- 1881: James Anthony Bailey i P. T. Barnum s'associen per formar el Barnum and Bailey Circus.
- 1884: John Ringling comença el Ringling Brothers Circus.
- 1891: Mort de P. T. Barnum.
- 1891: James Anthony Bailey compra els béns de Barnum a la vídua d'aquest.
- 1906: Mort de James Anthony Bailey.
- 1907: El Ringling Brothers Circus compra el Barnum and Bailey Circus.
- 1919: John Ringling combina els dos en Ringling Brothers and Barnum & Bailey Circus.
- 1944: Incendi del circ en Hartford.
- 1967: Irvin Feld, Israel Feld i Roy M. Hofheinz compren el circ dels Ringlings.
- 2017: El dissabte 14 de gener de 2017, els directius del circ van anunciar el seu tancament definitiu, al·legant diferents raons, canvi de gust del públic, la regulacions respecte al tracte d'animals, escassa venda d'entrades, entre altres motius.

## Pel·lícules
En 1952, Paramount Pictures va llançar la producció Cecil B. DeMille The Greatest Show on Earth, que va traçar l'espectacle itinerant a través de la configuració i desglossament de diverses actuacions. La pel·lícula va protagonitzar Charlton Heston, Betty Hutton, James Stewart i Emmett Kelly. La pel·lícula va ser guardonada amb dos premis de l'Acadèmia, incloent-hi un dels Premis Oscar de 1952.
El 17 d'agost de 2011, 20th Century Fox va anunciar que una pel·lícula biogràfica de drama musical titulada The Greatest Showman estava en desenvolupament. Michael Gracey es va establir per dirigir, amb Jenny Bicks i Bill Condon com a escriptors. Amb Hugh Jackman fent de P.T. Barnum, i produint la pel·lícula.

## Curiositats
- Darrin Dewitt Henson, un actor i coreògraf, va estar una vegada en el Ringling Bros. and Barnum & Bailey Circus després de cursar la High School.
- En la novel·la de fantasia Dinosaur Summer de Greg Bear el Ringling Bros. and Barnum and Bailey Circus s'esmenta comprant dinosaures per al circ de dinosaures, Circus Lothar.
- En la novel·la Aigua per a elefants de Sara Gruen el Ringling Bros. and Barnum and Bailey Circus és una presència constant sota la trama principal del relat.